# Märchen
Märchen (Diminutiv zu mittelhochdeutsch mære „Kunde, Bericht, Nachricht“) sind Prosatexte, die von wundersamen Begebenheiten erzählen. Märchen sind eine bedeutsame und sehr alte Textgattung in der mündlichen Überlieferung (Oralität) und treten in allen Kulturkreisen auf. Im Gegensatz zum mündlich überlieferten und anonymen Volksmärchen steht die Form des Kunstmärchens, dessen Autor bekannt ist. Im deutschsprachigen Raum wurde der Begriff Märchen insbesondere durch die Sammlung der Brüder Grimm geprägt.
Im Unterschied zur Sage und Legende sind Märchen frei erfunden und ihre Handlung ist weder zeitlich noch örtlich festgelegt. Allerdings ist die Abgrenzung vor allem zwischen mythologischer Sage und Märchen unscharf, beide Gattungen sind eng verwandt. Ein bekanntes Beispiel hierfür ist das Märchen Dornröschen, das etwa von Friedrich Panzer als märchenhaft „entschärfte“ Fassung der Brünnhilden-Sage aus dem Umkreis der Nibelungensage betrachtet wird. Dabei kann man die Waberlohe als zur Rosenhecke verniedlicht und die Nornen als zu Feen verharmlost ansehen.
Charakteristisch für Märchen ist unter anderem das Erscheinen phantastischer Elemente in Form von sprechenden und wie Menschen handelnden Tieren, von Zaubereien mit Hilfe von Hexen oder Zauberern, von Riesen und Zwergen, Geistern und Fabeltieren (Einhorn, Drache usw.); gleichzeitig tragen viele Märchen sozialrealistische oder sozialutopische Züge und sagen viel über die gesellschaftlichen Bedingungen, z. B. über Herrschaft und Knechtschaft, Armut und Hunger oder auch Familienstrukturen zur Zeit ihrer Entstehung, Umformung oder schriftlichen Fixierung aus. Nach der schriftlichen Fixierung der Volksmärchen setzte eine mediale Diversifikation ein (Bilder, Illustrationen, Übersetzungen, Nacherzählungen, Parodien, Dramatisierungen, Verfilmungen, Vertonungen usw.), die nun an die Stelle der mündlichen Weitergabe trat. Insofern ist die „Rettung“ der Märchen etwa durch die Brüder Grimm zwar einerseits begrüßenswert, aber andererseits setzt dies auch der mündlichen Weitergabe eines mono-medialen Texttyps ein jähes Ende.
Märchenerzählen ist als Immaterielles Kulturerbe in Österreich und Deutschland anerkannt worden. Die Österreichische UNESCO-Kommission hat das Märchenerzählen 2010 in das Nationale Verzeichnis des immateriellen Kulturerbes in Österreich aufgenommen, die Deutsche UNESCO-Kommission nahm es im Dezember 2016 in das Bundesweite Verzeichnis des immateriellen Kulturerbes auf.
Mittlerweile wird das Wort Märchen im Sinne einer in manipulativer Absicht verbreiteten „frei erfundenen Erzählung“, also einer Falschmeldung, im Deutschen nur noch selten verwendet. Stattdessen nutzen viele das neudeutsche Wort Fake News.

## Märchenforschung

### Vergleichende Märchenforschung
Die vergleichende Märchenforschung wurde von den Brüdern Grimm begründet und von Theodor Benfey später im 19. Jahrhundert weitergeführt. Viele unterschiedliche Märchen, selbst in weit voneinander entfernten Erzähltraditionen und über Sprachgrenzen hinweg, zeigen auffällig viele Gemeinsamkeiten in den kleinsten isolierbaren Handlungseinheiten. Antti Aarne kategorisierte 1910 die Märchen nach ihren wesentlichen Erzählinhalten; daraus entstand der heute noch in der internationalen Erzählforschung gebräuchliche Aarne-Thompson-Index. (Im Deutschen wird oft die Abkürzung AaTh verwendet, um Verwechslungen mit AT für Altes Testament zu vermeiden). 2004 legte Hans-Jörg Uther eine weitere Überarbeitung vor. Die Klassifikation wird seither als Aarne-Thompson-Uther-Index, abgekürzt ATU, geführt und enthält eine umfangreiche Liste von Märchentypen mit systematischer Katalogisierung der Handlungseinheiten.
Der russische Philologe Wladimir Jakowlewitsch Propp leistete 1928 mit seiner strukturalistischen Untersuchung über die Morphologie des Märchens einen wichtigen Beitrag zur literaturwissenschaftlichen Märchenforschung. Dem fügte Eleasar Meletinsky wichtige Einsichten zur Abgrenzung von Märchen und Mythos hinzu.

### Psychologische und psychoanalytische Ansätze
In jüngerer Zeit wurden Märchen auch mit unterschiedlichen theoretischen Ansätzen aus der Anthropologie, Oral History, der Psychologie (Analytische Psychologie, Psychoanalyse, Psychologische Morphologie) und weiteren Einzeldisziplinen untersucht. Zu den wichtigsten psychologischen Märchenforschern zählen Marie-Louise von Franz und ihre Schülerin Hedwig von Beit. Von Franz publizierte zahlreiche Monografien zur psychologischen Märcheninterpretation. Ihre zentrale These ist in Anlehnung an C. G. Jung, dass in Märchen archetypische Inhalte des kollektiven Unbewussten mit ihrem prozesshaften Zusammenwirken in der menschlichen Psyche dargestellt werden. Somit enthielten Märchen in symbolischer Form psychologisches Orientierungswissen; sie hätten historisch oft auch die Funktion gehabt, die Einseitigkeiten kollektiv herrschender Werte und Ansichten zu kompensieren. Nach Bruno Bettelheims Auffassung machen Märchen den Unterschied zwischen Lustprinzip und Verantwortungsprinzip deutlich; darin bestehe ihre pädagogische Wirkung.
Ein Problem der psychologischen oder psychoanalytischen Märchendeutung ist, dass selten zwei Interpretationen eines Märchens übereinstimmen. Das weist auf einen Mangel an Evidenz hin. Der Germanist und Erzählforscher Lutz Röhrich zeigt dies am Beispiel von Interpretationen des Märchens vom Rumpelstilzchen und stellt fest, dass der Nutzen des Märchens, an das sich Menschen erinnern oder von dem sie träumen, für den Psychoanalytiker größer ist als der Nutzen der Psychoanalyse für den Märchenforscher. Für jeden Menschen biete ein Märchen andere Assoziationsmöglichkeiten. Von der Psychoanalyse erfahre man nichts über Herkunft, Alter, Verbreitung und kulturhistorische Hintergründe der Märchen. Röhrich plädiert daher für einen Methodenpluralismus bei der Märcheninterpretation.

### Strukturanalysen
Weniger spekulativ sind Ansätze, die die Struktur der Märchen untersuchen. Allen Märchen liegt unabhängig von ihrem Inhalt eine feste, meist sehr klare unilineare (einsträngige) Handlungsstruktur zu Grunde. Typisch ist ein gelegentlich zweiteiliger, oft aber dreiteiliger Aufbau mit Steigerung in der dritten Periode (z. B. drei Aufgaben, drei Brüder oder Schwestern). Diese Struktur erfüllt bestimmte Funktionen, die mit „archetypischen“ Akteuren verbunden sind (Held, Gegenspieler, Helfer usw.), und ist schon in der Antike aufzufinden.

### Moralische Funktion von Märchen
André Jolles weist die klassifikatorischen und strukturalistischen Ansätze zurück, die in Märchen bloße Abfolgen von typischen Erzählmotiven sehen. Das Märchen sei auch keine moralische Erzählung im Sinne einer Handlungsethik (warum tut jemand etwas? und ist das eine tugendhafte Handlung oder Ausdruck von Bosheit?). Vielmehr bediene die „naive“ (vor-literarische) Form des Märchens moralische Erwartungen im Sinne einer Geschehensethik: Eine Befriedigung beim Lesen oder Zuhören wird erzielt, wenn eine als ungerecht empfundene Situation so verändert wird, wie es diesem naiven Empfinden zufolge auf der Welt zugehen müsse, also wenn etwa das Glück des Benachteiligten das der Bevorzugten um so viel übertrifft, als es zu Anfang der Erzählung geringer war. Das heiße nicht, das die Bevorzugten von Natur aus stets böse und die Benachteiligten immer gut im ethischen Sinn sind, oder dass Tugend stets belohnt und Laster bestraft werden. Es bedeute nur, dass das ins Schwanken geratene Gerechtigkeitsgefühl durch den Gang des Geschehens wieder ins Gleichgewicht gebracht wird, und zwar oft ohne allzu viel Mühe (z. B. mit Wundermaschinen). Die Abstraktheit von Raum und Zeit und die Namenlosigkeit, ja Austauschbarkeit der meisten Akteure, bei denen es sich um „symbolische Verdichtungen“ (Bernd Wollenweber) handle, trage dazu bei, individuelle Handlungsmotive in den Hintergrund treten zu lassen. Werden die Erzählungen in Raum und Zeit angesiedelt und mit konkreten Figuren ausstaffiert wie bei der Sage, stelle sich sofort die Motivfrage und damit die nach „guten“ oder „bösen“ Handlungen.
Typisch für Märchen sind Dichotomien. Gut und Böse erscheinen meist als gut oder böse charakterisierte Figuren. Ausnahmen bilden z. B. ambivalente Trickstergestalten oder Tiere, welche „gut mit den Guten und bös mit den Bösen“ umgehen; jedoch wird selten die Innenwelt der Figuren beschrieben. Ihr Charakter zeigt sich nur an ihrem Verhalten. Meist steht ein Held oder eine Heldin im Mittelpunkt, der/die Auseinandersetzungen mit guten und bösen, natürlichen und übernatürlichen Kräften bestehen muss. Oft ist der Held eine vordergründig schwache Figur wie ein Kind oder der benachteiligte jüngste Sohn. Oft verkörpert er auch Klugheit oder List, die sich mit einer rohen Umgebung auseinandersetzen muss. Oft siegt der oder die Kleine, Unscheinbare, Schwache, Niedrige über das Große, Mächtige, Vornehme, manchmal auch der Dumme oder Naive, der vor lauter Dummheit angstfrei ist und seine Chance ergreift.
In der Regel enden Märchen damit, dass das Gute belohnt und das Böse bestraft wird. Das gilt insbesondere für literarisch bearbeitete Märchen. Hier zwei Beispiele aus der Sammlung der Brüder Grimm:

„Und wie es so stand und gar nichts mehr hatte, fielen auf einmal die Sterne vom Himmel, und waren lauter blanke Taler; und ob es gleich sein Hemdlein weggegeben, so hatte es ein neues an, und das war vom allerfeinsten Linnen. Da sammelte es sich die Taler hinein und war reich für sein Lebtag.“

„Als die Hochzeit mit dem Königssohn sollte gehalten werden, kamen die falschen Schwestern, wollten sich einschmeicheln und teil an seinem Glück nehmen. Als die Brautleute nun zur Kirche gingen, war die älteste zur rechten, die jüngste zur linken Seite, da pickten die Tauben einer jeden das eine Auge aus. Hernach, als sie herausgingen, war die älteste zur linken und die jüngste zur rechten, da pickten die Tauben einer jeden das andere Auge aus. Und waren sie also für ihre Bosheit und Falschheit mit Blindheit auf ihr Lebtag bestraft.“

Oder aber das „Böse verzehrt sich an sich selbst“ (Lüthi) wie die Hexe in Hänsel und Gretel durch ihre Fresssucht.

## Ursprung und frühe Textfixierung der Märchen
Märchen sind sehr alt und reichen weiter als alle anderen literarischen Formen in der Menschheitsgeschichte zurück; sie können nach verschiedenen Typen klassifiziert und versuchsweise verschiedenen Zeitaltern zugeordnet werden. Zu den ältesten Märchen gehören die Zaubermärchen. Sie weisen Erzählstrukturen auf, wie wir sie auch aus antiken griechischen und lateinischen Mythenerzählungen kennen (Götter- und Heldensagen), deren Erzählmaterial ebenfalls weit vor den Gebrauch der Schrift als Überlieferungsweg zurückreicht.
Eine Untersuchung von Sara Graça da Silva und Jamshid J. Tehranis der Royal Society, stellte 2016 anhand von Sprachvergleichen fest, dass sich die Wurzeln einiger Märchen wie zum Beispiel die von Der Schmied und der Teufel sehr wahrscheinlich bis zu 6000 Jahre zurückverfolgen lassen.

### Alte Hochkulturen
In den Schriftzeugnissen aller frühen Hochkulturen finden sich märchenhafte Züge, so bereits im Gilgamesch-Epos, das Motive enthält, die auch in Märchen vorkommen. Das Alte Ägypten war reich an Zauber- und Tiergeschichten. Indien wird eine vermittelnde Rolle zwischen den Erzähltraditionen Asiens und des Vorderen Orients zugeschrieben. Allzu vereinfachende Thesen wie die von Theodor Benfey, die europäischen Märchen seien indischen Ursprungs, gelten jedoch als überholt, da sich identische Märchenmotive in weit auseinander liegenden und einander ganz fremden Kulturen finden. Gerade dieser Umstand ist eine der faszinierendsten Beobachtungen in der Märchenforschung. Tatsächlich beziehen sie sich jedoch immer auch deutlich auf soziale Realitäten in ihren Entstehungskontexten, auch wenn Motive von Land zu Land entlehnt wurden.

### Mittelalter und Zeitalter des Absolutismus
Der Germanist und Spezialist für mündliche überlieferte Literatur Johannes Merkel sieht die Entstehung der west- und mitteleuropäischen Märchen in enger Verbindung mit der Lage der ländlichen Unterschichten und ihrer extremen Ausbeutung durch die Leibeigenschaft, was in den frühen französischen Märchen am deutlichsten zum Ausdruck kommt. In den Märchen artikulieren sich in Utopien von einem besseren Leben (was die Wichtigkeit von Essen und Trinken, Motive wie „Tischlein deck dich“ oder die von Lüthi hervorgehobene naive Freude am Metallischen, vor allem an Silber und Gold zeigen), freilich ohne jede Aussicht auf Realisierung, was auch zu eskapistischen Phantasien führt. Die städtischen Unterschichten, vor allem die Handwerksgesellen, seien vergleichsweise mobiler gewesen und hätten andere Strategien entwickelt, sich dem Druck zu entziehen. Die ihren Strategien entsprechende (vor-)literarische Form sei nicht das Märchen, sondern der Schwank (z. B. die Geschichten von Till Eulenspiegel). Im 19. Jahrhundert hätten Märchen durch die Bearbeitung für ein bürgerliches Lesepublikum jedoch eine neue Funktion erhalten und seien zu verniedlichten und entbrutalisierten „Kinder- und Hausmärchen“ geworden. Die Bürgerkinder konnten wenig mit den Märchengestalten verbinden, weil sie keine Anknüpfung an ihre eigenen Erfahrungen zuließen.
Als erster großer europäischer Volksmärchensammler und -nacherzähler gilt der Italiener Giambattista Basile, dessen Sammlung Il Pentamerone in der ersten Hälfte des 17. Jahrhunderts erschien. Selbstverständlich finden sich zahlreiche Motive seiner Märchen auch in den Märchen der Grimms. Ähnliches gilt für die erste größere französische Volksmärchensammlung von Charles Perrault aus dem Jahr 1697 mit dem Titel Histoires ou contes du temps passé, avec des moralités: contes de ma Mère l’Oye („Geschichten von meiner Mutter der Gans“). Freilich tragen beide Sammlungen stark die Handschrift ihrer Herausgeber, vor allem die Perraults. Noch stärker bearbeitete Marie-Jeanne Lhéritier de Villandon die 1705 von ihr publizierten, auf Volksmärchen beruhenden Märchennovellen. Aber auch die Volksmärchen der Brüder Grimm sind sprachlich überarbeitet, verharmlost und im christlich-sentimentalen Sinne beeinflusst, ebenso wie alle weiteren europäischen Märchensammlungen des 19. Jahrhunderts in der internationalen Nachfolge der Grimms ebenfalls.
Bernd Wollenweber sieht die Märchen vom Geist der Feudalzeit geprägt; er sieht Analogien zur heutigen „Regenbogenpresse“ mit ihrer Berichterstattung über gekrönte Häupter.

### 19. Jahrhundert

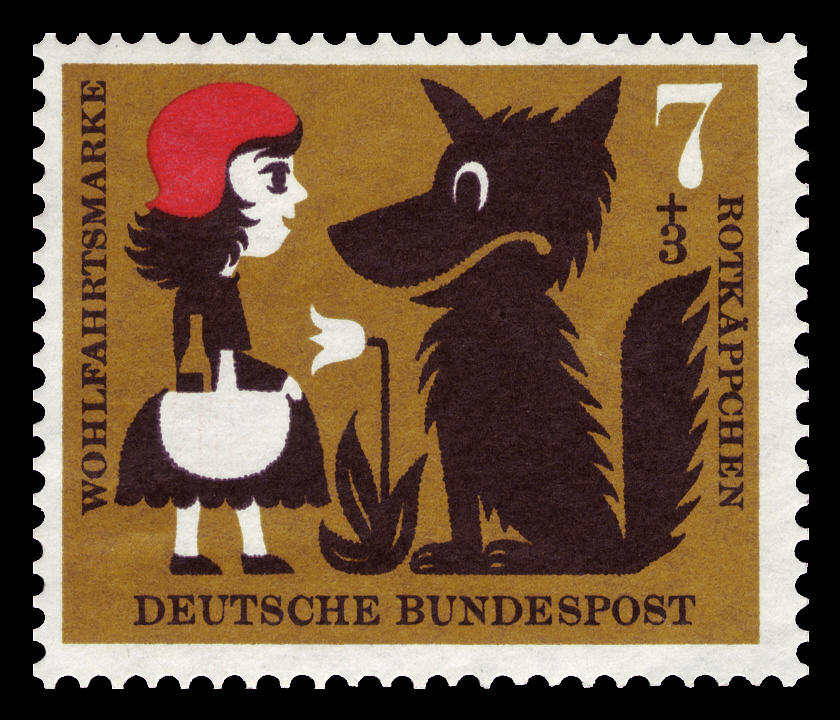
Rotkäppchen und ein verharmloster, fast zahnloser Wolf auf einer Briefmarke der Bundespost von 1960

Der Zeitpunkt der Sammlung und schriftlichen Fixierung der Märchen ist nicht unerheblich für ihre heutige Gestalt. Im 19. Jahrhundert wurden viele mündlich tradierte Märchen erstmals schriftlich von Märchensammlern fixiert; andere wurden aus älteren, bereits literarisch überformten Erzählungen für Erwachsene in die volkstümliche Form des Kinder- und Hausmärchens zum Vorlesen in der Kinderstube zurückverwandelt. Als die Brüder Grimm ihre Märchen aufzeichneten, gab es keine festen Regeln, um die Authentizität der Überlieferung zu sichern. Doch wurden – abgesehen von erotischen und Verführungsgeschichten oder Rotkäppchens Vergewaltigung in der Version Perraults – die teils brutalen Stoffe und Motive der ursprünglichen Märchen bis hin zum Kindermord, die dem harten ländlichen Leben der Feudalzeit oder noch früheren Zeiten entstammten, kaum verändert. So finden sich recht häufig die Motive der bösen Stiefmutter (in früher Vorzeit wohl eine „fremde Frau“, die nicht aus dem eigenen Clan stammt) oder des Neids und der Rivalität von Geschwistern im Ringen um die Gunst eines Elternteils. Diese Motive entsprachen jedoch nicht mehr der Lebenswirklichkeit und den pädagogischen Intentionen der bürgerliche Kleinfamilien zur Zeit der Romantik oder des Biedermeiers. Auch treten überraschend viele starke Heldinnen im Märchen auf, was der patriarchalischen Gesellschaft des frühen 19. Jahrhunderts, in der die Frau auf den Haushalt zentrierte Rolle einnimmt, ebenfalls nicht entspricht. Vielleicht ist dies aber auch die Folge der Tatsache, dass die Märchen fast immer von Frauen vorgelesen wurden. Der sozialhistorische Hintergrund zum Zeitpunkt der Aufzeichnung des Märchens bestimmt also eher dessen literarische Form als dessen Inhalt; dennoch ist er sehr wichtig für das Verständnis der überlieferten Versionen des Märchens.
Diese historischen und soziologischen Aspekte der Textbearbeitung und -rezeption werden von den „zeitlosen“ psychologischen und psychoanalytischen Interpretationsansätzen oft vernachlässigt. So sieht Hans-Wolf Jäger die Rotkäppchen-Version der Brüder Grimm von 1812 als charakteristisch für eine Phase an, in der der Gegensatz zwischen Wildnis und Kultur ein aktuelles natur- und geschichtsphilosophisches Problem war, das sich durch die Französische Revolution zum gewaltsamen Konflikt zwischen Freiheit und Monarchie zuspitzt: Das Rotkäppchen stehe für Zahmheit, Garten, Schule, den geraden Weg, aber auch für Arglosigkeit, Verblendung und Betörung, der Wolf hingegen für Natur, Wald, Wildnis, Verführung. Der Wolf könne als Symbol der französischen Fremdherrschaft gedeutet werden; er will Rotkäppchen mit List in die (republikanische) Wildheit des Waldes locken, ihr sozusagen eine rote Jakobinermütze aufsetzen. Die Grimms lebten damals im 1807 etablierten, französisch beherrschten Königreich Westphalen, das die Rechte der altfeudalen Stände stark einschränkte; sie mussten die Zensur beachten. Eine massive nationalistisch-antifranzösische Stimmung in Verbindung mit der Nutzung der Wolfsmetapher ist bei mehreren Autoren der Zeit um 1806/12 zu verzeichnen, so bei Heinrich von Kleist („Es bricht der Wolf, o Deutschland / in deine Hürde ein [...]“) und Ernst Moritz Arndt.

## Volksmärchen
Bei Volksmärchen lässt sich kein bestimmter Urheber feststellen. Die mündliche Weitergabe war für lange Zeit die ausschließliche und ist bis heute die natürliche Form der Überlieferung. Dennoch hat auch die schriftliche Überlieferung seit ihren Anfängen auf die traditionelle mündliche Erzählweise miteingewirkt, denn schon im Mittelalter fanden Märchen Eingang in die schriftliche Literatur. Mit der Möglichkeit des Buchdrucks seit dem Ende des 15. Jahrhunderts hat die schriftliche Verbreitung naturgemäß eine größere Bedeutung bekommen. Aufgrund der mündlichen Erzähltradition treten Volksmärchen in vielen teils sehr unterschiedlichen Varianten auf, die desto zahlreicher sind, je älter und je weiter verbreitet ein Märchen – d. h. eine im Wesentlichen gleiche Kombination von Handlungseinheiten – ist.
Das Märchen ist somit (wie beispielsweise auch das Volkslied) eine Literaturform, die weder Originale noch Nachahmungen kennt; selbst ein Begriff wie „Veränderung“ bezogen auf ein Märchen, das einem anderen ähnelt, ist inadäquat; die Gesamtheit der Volksmärchenliteratur ist prinzipiell von der Permutation der Handlungseinheiten gelenkt, kein konkretes Märchen X ist von einem andern konkreten Märchen Y „abhängig“, wie das in der schriftlich tradierten Literatur in der Regel der Fall ist. So bezieht sich Goethe in der Dichtung Faust erkennbar auf das Puppenspiel vom Doktor Faust, aber das arabische Märchen Der Fischer und der Geist ist nicht Vorlage des deutschen Volksmärchens Der Geist in der Flasche; beide Märchen verwenden nur eine identische zentrale Handlungseinheit.

## Europäische Volksmärchen

### Deutsche Märchen
Im deutschsprachigen Raum wird mit dem Begriff Märchen in erster Linie die Volksmärchensammlung Kinder- und Hausmärchen der Brüder Grimm (1812) assoziiert, jedoch gibt es zahlreiche weitere Sammlungen deutscher Volksmärchen, wie das Deutsche Märchenbuch von Ludwig Bechstein, die Deutschen Hausmärchen von Johann Wilhelm Wolf oder die von Wilhelm Hauff, bekannt als Hauffs Märchen.

### Englische Folktales
Die mündliche Überlieferung von Volkserzählungen in England zeigt weitaus optimistischere und fröhlichere Züge als in Frankreich oder Deutschland. Es sind selten komplette Erzählungen, häufig nur Reime oder Lieder überliefert, die jedoch von denselben Figuren handeln wie die deutschen oder französischen Märchen. Immerhin war in der englischen Agrargesellschaft des 18. Jahrhunderts bis zur Frühindustrialisierung Hunger kaum jemals allgemein verbreitet. In neuerer Zeit wurden keltische und englische Volksmärchen von dem Australier Joseph Jacobs gesammelt. Von den Kelten sind fast nur inselkeltische Mythen und Sagen überliefert.

### Französische Märchen

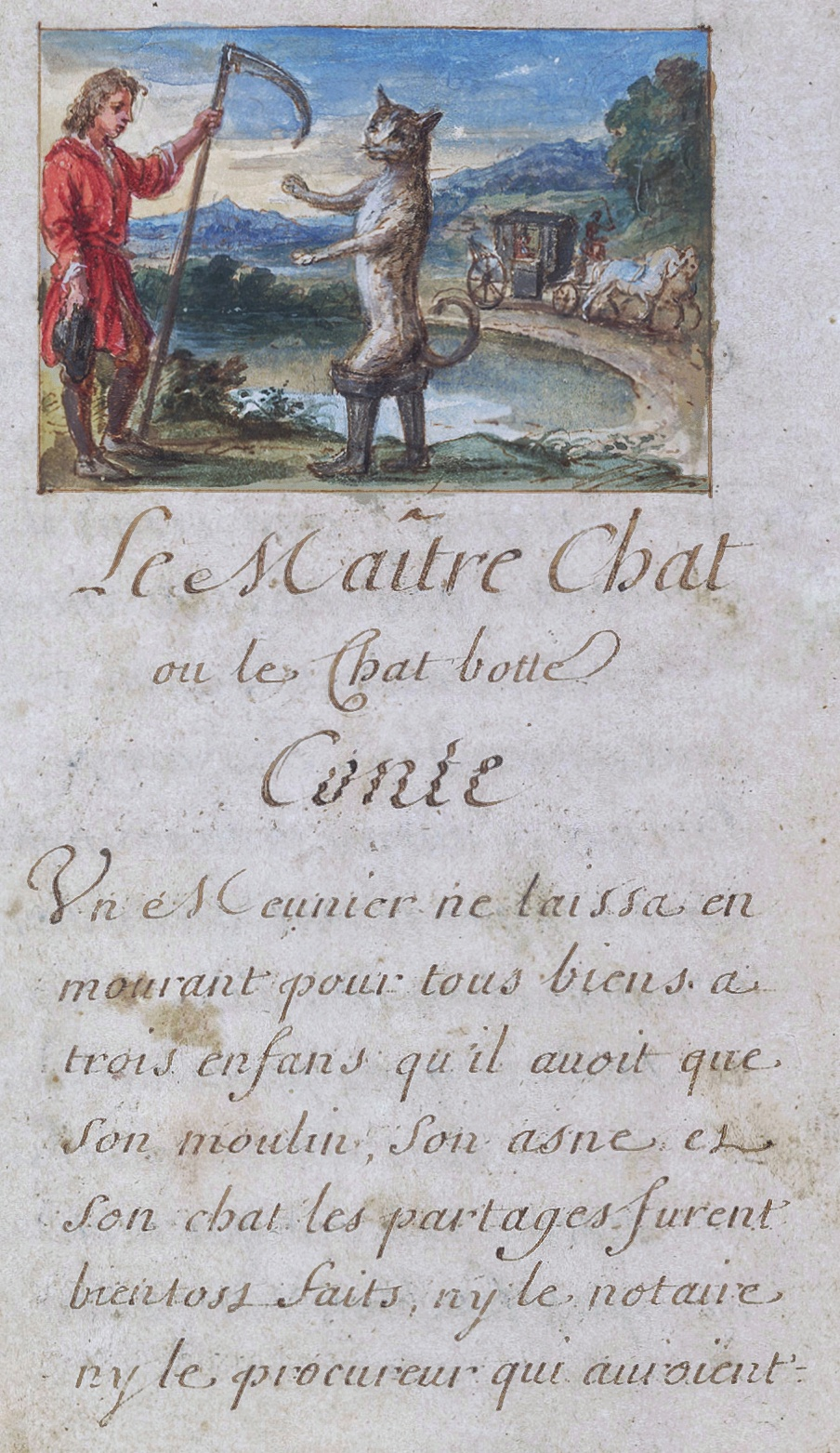
Der gestiefelte Kater, „Meister Kater“, Manuskriptseite, Frankreich, Ende des 17. Jahrhunderts

In Frankreich wurde die erste Märchensammlung 1697 von Charles Perraults Histoires ou Contes du temps passé avec des moralités angelegt. Auch Marie-Catherine d’Aulnoy gab 1697/98 eine Märchensammlung in acht Bänden heraus (Les Contes des fées, Contes nouveaux ou Les Fées à la mode), die freilich von ihr ausgeschmückt, mit sentimentalen Dialogen versehen oder auch frei erfunden waren. Sie kann damit auch zu den frühen Autorinnen von Kunstmärchen gerechnet werden, prägte jedoch den Ausdruck contes de fée (Feengeschichten), von dem sich das englische fairy tales ableitet, für die gesamte Gattung der Märchen. Das Element des Zauber- und Fabelhaften tritt hier schon in der Namensgebung zum Vorschein. Es sind jedoch nicht nur Zauberwesen (göttlichen oder teuflischen Ursprungs), welche die Märchenwelt so phantastisch machen, sondern auch Gegenstände mit magischer Wirkung, die den Märchenhelden von großem Nutzen sind – offenbar ein Erbe der keltischen Mythologie – oder das Verzaubertwerden in ein Tier, eine Pflanze, deren Symbolgehalt man hinterfragen kann. Desgleichen spielen hin und wieder Versteinerungen eine Rolle, die sich ebenso tiefenpsychologisch deuten lassen wie die Erlösung durch die Tränen eines mitfühlenden Menschen.
In den aus der Zeit der Wende zum 18. Jahrhundert überlieferten französischen Märchen spiegeln sich jedoch die Probleme einer malthusianischen Gesellschaft, in der eine seit 1690 bestehende Hungerkrise zum Geburtenrückgang, zur Kindestötung und zur Vernachlässigung und Aussetzung sowie zum Verkauf von Kindern durch Eltern und besonders durch Stiefeltern führt. Auch die Verkrüppelung durch Krankheit, Unfall oder Verstümmelung von als unproduktiv geltenden Familienmitgliedern, die als Bettler tätig werden, ist ein Thema. Die phantastischen Elemente der französischen Märchen sind weit weniger ausgeprägt als im deutschen Märchen; seltener spielen sie im Wald, vielmehr oft im Haushalt, im Dorf oder auf der Landstraße. Somit weisen sie deutliche sozialrealistische Züge auf: Sie zeigen, was vom Leben zu erwarten ist. Wichtige Themen sind immer wieder der Hunger, der Zwang zum faktisch vegetarischen Leben, bei dem Fleisch einen seltenen Luxus darstellt, oder die Unterschichtutopie des Sattessens. Die „Suche nach dem Glück“ auf der Landstraße ist dabei nur ein Euphemismus für Bettelei. Allerdings blühen auch Verwandlungsphantasien (in Tiere, Prinzen usw.), die den Zwang zum Eskapismus ausdrücken.

### Italienische Märchen
Auch hier tauchen dieselben Figuren und Handlungen auf wie im französischen Märchen. Allerdings werden sie oft ins adlige oder kaufmännische Milieu verschoben und auf eher komisch-machiavellistische Weise behandelt wie in der Art der Commedia dell’arte, so etwa im Pentamerone (1634–1636; erste dt. Gesamtausgabe 1846) des Giambattista Basile, aus dem Clemens Brentano und Ludwig Tieck einige Geschichten nacherzählten. Das Pentamerone ist die älteste europäische Märchensammlung, wobei auch die Rahmenhandlung märchenhaft ist. Die von Basile barockisierten Stoffe entstammen neapolitanischen und orientalischen Überlieferungen sowie der griechischen Mythologie. Die Brüder Grimm Jacob entdeckten darin viele Ähnlichkeiten mit den von ihnen gesammelten mündlich tradierten Märchen wie Aschenputtel.

### Russische Märchen
Die russischen Volksmärchen wurden von Alexander Nikolajewitsch Afanassjew gesammelt; seine zwischen 1855 und 1863 herausgegebene Sammlung ist mit etwa 600 Märchen eine der größten der Welt; die Bearbeitung erfolgte jedoch behutsamer als die der deutschen Märchen durch die Brüder Grimm. Neben der Zaubermärchen (z. B. um die Figur der Baba Jaga mit ihren Hühnerbeinen oder um die schöne und kluge Wassilissa) sind es vor allem Tiermärchen, wobei die Tiere des Waldes wie Fuchs, Bär und Wolf eine Hauptrolle spielen. Es fehlt jedoch meist der direkt belehrende Charakter, den Tierfabeln haben; in moralischer Hinsicht sind Tiere wie der Bär oft indifferent, eigentlich nur unberechenbar. Manchmal beschützen sie den Helden, manchmal sind sie gefährliche Raubtiere. Das gilt auch für die Figur der „Hexe“ Baba Jaga.
Deutlicher als bei deutschen Märchen ist eine andere pädagogische Funktion vieler russischen Märchen: Durch ausgeprägte Rhythmik, häufige wörtliche Wiederholung und lange Aufzählungen (sog. „Kettenmärchen“ wie „Der Kolobok“ – im deutschen Sprachraum als Märchen vom „dicken fetten Pfannekuchen“ bekannt) zielen sie darauf, die Merkfähigkeit der Zuhörer zu stärken und das Gedächtnis auf die Probe zu stellen.

### Schweizer Märchen

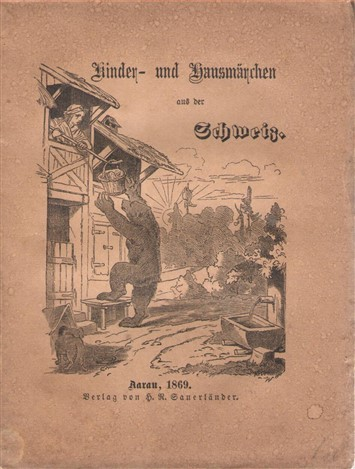
Otto Sutermeister: Kinder- und Hausmärchen aus der Schweiz, Verlag Sauerländer, Aarau 1869

Nach dem Vorbild der Brüder Grimm haben sich Märchensammlerinnen und -sammler in der Schweiz seit der Mitte des 19. Jahrhunderts auf die Suche nach den letzten Erzählenden gemacht und die gesammelten Geschichten publiziert. Bemerkenswert ist die Sammlung "Kinder- und Hausmärchen der Schweiz" von Otto  Sutermeister (1832–1901), Erstausgabe 1869; daneben z. B. die Sammlungen von Caspar Decurtins und Gian Bundi mit Märchen aus dem Kanton Graubünden, von Johannes Jegerlehner aus dem Kanton Wallis und von Walter Keller aus dem Kanton Tessin. Einige Schweizer Märchen haben auch Eingang gefunden in die berühmte Sammlung "Kinder- und Hausmärchen der Brüder Grimm", wie z. B. das Walliser Märchen "Die drei Sprachen". Ein besonderer Verdienst zur Pflege des Schweizer Märchenguts kommt der Volkskundlerin Dr. Ursula Brunold-Bigler zu, als Herausgeberin und Übersetzerin mehrerer rätoromanischer Märchensammlungen. Interessant zu erwähnen ist auch, das viele der bekannten Grimmschen Märchen in einer Schweizer Variante vorliegen, so das Märchen vom "Aschenputtel" in einer Tessiner Variante "Cenerentola", oder das "Rumpelstilzchen" in einer Variante aus St. Gallen "Hans Öfeli-Chächeli".

### Skandinavische Märchen
Die prägenden Gestalten der skandinavischen Märchentradition sind Trolle, Riesen, Wichtel oder schützende Hausgeister. Sie übernahm jedoch auch altnordische, antike und christliche Mythen und Legenden und wurde auch von Deutschland beeinflusst. Norwegische Volksmärchen sammelte Peter Christen Asbjørnsen.

### Spanische Märchen
Spanische Märchen (cuentos populares) erzählen von der Konkurrenz zwischen einer kulturell und geistig hochentwickelten maurisch-islamischen Kultur und dem kämpferischen, recht unzivilisierten christlichen Rittertum während der Reconquista. Insofern sind sie deutlicher als etwa deutsche Märchen in einem konkreten regional und zeitlich bestimmten Milieu angesiedelt und ähneln eher den Sagen.

### Tschechische Märchen
Die bis heute populäre tschechische Schriftstellerin Božena Němcová (1820–1862) wurde durch ihre Märchensammlung (amerikanische Ausgabe 1921) bekannt. Mit ihrem Werk legte sie außerdem bewusst Grundlagen der modernen tschechischen Sprache. Eine weitere wichtige Sammlung böhmischer Märchen und Sagen verfasste der Romantiker Karel Jaromír Erben. Zahlreiche Märchen der beiden Klassiker waren Grundlage für die berühmten tschechoslowakischen Märchenfilme. Besonders Drei Haselnüsse für Aschenbrödel gehört seit 1973 zum Standardprogramm deutschsprachiger TV-Sender.

## Außereuropäische Märchen

### Altägyptische Märchen
Auch aus dem alten Ägypten sind zahlreiche Märchen aus der Zeit der Pharaonen gesammelt und überliefert worden.

### Chinesische Märchen
Viele chinesische Volksmärchen enthalten Elemente der traditionellen chinesischen Mythologie; eine Abgrenzung ist schwierig. Typisch ist ihre eher episodenhafte, nicht durcherzählte Struktur. Sie wurden von Richard Wilhelm gesammelt.

### Indische, persische und arabische Märchen
Die indischen Märchen können auf eine sehr lange und vielgestaltige Tradition zurückblicken. Zu den bedeutendsten indischen Märchensammlungen gehört die ungefähr 2000 Jahre alte Märchensammlung namens Panchatantra. Der Indologe Johannes Hertel hat Anfang des 20. Jahrhunderts wichtige wissenschaftliche Beiträge zur Erschließung der Panchatantra geleistet. Die Panchatantra floss vermutlich in eine mittelpersische Sammlung von Erzählungen (Tausend Erzählungen) und damit in die arabische Erzähl- und Märchensammlung Tausendundeine Nacht ein, in der auch Einflüsse griechischer Sagen identifiziert wurden.

### Märchen der indigenen Völker Nordamerikas
Zu den ersten Sammlungen der Märchen der Indianer Nordamerikas gehörte Karl Knortz’ Märchen und Sagen der Indianer Nordamerikas. Die Märchen der Völker Meso- und Südamerikas sammelte Walter Krickeberg. Heinz Barüske publizierte Märchen der Inuit.

### Märchen der Sibirier
Die Märchen der Sibirier (z. B. der Tungusen und Jakuten) verweisen auf ihre mongolisch-türkischen Ursprünge, reflektieren aber auch die Nordwanderung dieser Völker in ein subarktisches Umfeld. Sie wurzeln sowohl in alten Heldenepen als auch in schamanistischen Traditionen.

### Märchen der Südsee
Die Märchen der Südsee vermischen sich mit alten Mythen und Ritualen. Adelbert von Chamisso teilte in Reise um die Welt einige Märchen von den Karolinen mit. Dort sammelte auch der Ethnologe Johann Stanislaus Kubary weitere Märchen. Gouverneur George Edward Grey legte eine Sammlung der neuseeländischen Mythen und Legenden an. Paul Hambruch nahm 1909/1910 an einer deutschen Südsee-Expedition teil und publizierte Märchen der Südsee und der malaiischen Völker. Ebenfalls vor dem Ersten Weltkrieg sammelten Augustin Krämer in Samoa, Peter August Erdland auf den Marshall-Inseln und Richard Thurnwald auf den Salomonen lokale Sagen. Melford Spiro sammelte in den 1940er Jahren Märchen in Mikronesien.

## Kunstmärchen
Bei den Kunstmärchen (auch als Moderne Märchen bezeichnet) handelt es sich um bewusste Schöpfungen von Dichtern und Schriftstellern. Bisweilen greifen sie Motive der Volksmärchentradition auf, meist werden aber neuartige fantastische Wundergeschichten erfunden, die mit dem Volksmärchen aber dennoch durch den Aspekt des Wunderbaren und Unwirklichen verbunden bleiben. Ihr Inhalt wird überwiegend durch die Weltanschauung und die Ideen einer individuellen Person getragen und unterliegt den Einflüssen der Literaturströmungen. Zu den frühen Schöpferinnen von Kunstmärchen zählte Marie-Catherine d’Aulnoy, die eine Märchensammlung in acht Bänden mit teils mündlich überlieferten und von ihr ausgeschmückten, teils auch frei erfundenen Feenmärchen veröffentlichte.
In der Romantik erreichte das Kunstmärchen einen frühen Höhepunkt und erhielt entscheidende Impulse für seine weitere Entwicklung. In der Frühromantik (so bei Clemens Brentano und Ludwig Tieck) lag der Akzent auf künstlichen, teils dramatischen oder satirischen Bearbeitungen von Volksmärchen oder Neuschöpfungen, die die Grenzen der herkömmlichen Märchen hinter sich ließen und sich dem unbefangenen Märchenleser nicht mehr so leicht erschlossen. Das änderte sich jedoch mit den Dichtern der Spätromantik, die den einfachen Märchenton bevorzugten.
Der am meisten gelesene Verfasser von Kunstmärchen im 19. Jahrhundert war Wilhelm Hauff (1802–1827). Seine Märchenbücher Die Karawane, Der Scheich von Alexandria und Das Wirtshaus im Spessart erschienen in drei aufeinanderfolgenden Jahren und spielen, wie die Titel schon verraten, vor unterschiedlichem Hintergrund. Während er in den ersten beiden Bänden die Handlung in den Orient verlegt, dient im letzteren der rauere Norden als Schauplatz. All seine Märchen kennzeichnet das Abenteuer, was aus seiner eigenen Begeisterung für die Fremde zu erklären ist.
Zu den beliebtesten Märchendichtern zählt der Däne Hans Christian Andersen (1805–1875). Angeregt wurde er durch die Brüder Grimm und die deutschen Kunstmärchen. Zunächst ist in seinen Märchen noch eine deutliche Anlehnung an das Volkstümliche zu erkennen, doch schon bald entwickelte er seinen eigenen, unverwechselbaren Stil. Im Gegensatz zu den Volksmärchen, die grundsätzlich an einem unbestimmten Ort spielen, beschrieb er sorgfältig den Schauplatz seiner Geschichten und suchte die Nähe zur kindlichen Weltauffassung, was ihm aufgrund des oft traurigen Inhalts nicht immer gelang. Seine Erzählungen weisen eine einfache und ungekünstelte Sprache auf und wirken durch einen eindringlichen Erzählton. Es ging ihm darum, das Wunderbare in die Wirklichkeit des Alltags hineinzuholen, ohne dass eine Kluft zwischen beidem entsteht, wie es bei den Romantikern oft der Fall war. In Dänemark wie in Deutschland sah man in Andersens Erzählungen in erster Linie Märchen für Kinder. Das allerdings widersprach seinem eigenen Selbstverständnis, denn er selbst verstand sich als Autor für alle Altersklassen.
Sozialkritischen Hintergrund haben die Märchen von Oscar Wilde (1854–1900), die ganz im Sinne der Romantik Idealbilder im Widerstreit zu grausamen Realitäten entwerfen oder aus der Sicht des ausgebeuteten Opfers den Egoismus und die Oberflächlichkeit der Herrschenden anprangern.
Edith Nesbit (1858–1924) entführt ihre kindlichen Leser aus einer realen Situation in eine Zauberwelt und am Ende wieder zurück in die Realität. In ihrem letzten Werk Meereszauber verfolgte sie friedenspädagogische Absichten. Im gleichen Stil entführt Gerdt von Bassewitz (1878–1923) in Peterchens Mondfahrt seine Leser aus der Kinderstube in eine himmlische Welt mit Fantasy-Charakter. Beeindruckend sind die Begrüßungsballaden der allegorischen Naturgeister im Schloss der Nachtfee.
Selma Lagerlöf (1858–1940) erhielt für ihren Märchenroman Die wunderbare Reise des kleinen Nils Holgersson mit den Wildgänsen 1909 den Nobelpreis für Literatur. Einen ähnlichen Hintergrund haben Carlo Collodis (1826–1890) Abenteuer von Pinocchio. In beiden Fortsetzungsgeschichten wird ein unartiges Kind durch schmerzliche Erfahrungen erzogen.
Rafik Schami (* 1946) schachtelt seine orientalischen Märchen Der ehrliche Lügner, Erzähler der Nacht und Der Wunderkasten ähnlich jenen aus Tausendundeine Nacht in Rahmengeschichten.
Heinz Körner (1947–2024) und Roland Kübler (* 1953) sind ab den 1980ern Autoren und Herausgeber sehr erfolgreicher „alternativer“ Märchen bzw. Märchenanthologien für Erwachsene: U. a. Die Farben der Wirklichkeit, Wie viele Farben hat die Sehnsucht. Unter ähnlichen Vorzeichen und ebenfalls in den 1980ern bis Mitte der 1990er hat der Hamburger Metta Kinau Verlag einige Märchenanthologien jeweils in mehreren Auflagen herausgegeben.

## Märchenparodien
Bei Märchenparodien handelt es sich um Parodien bekannter Märchen. Die Handlung weicht dabei mehr oder weniger stark von der des ursprünglichen Märchens ab. Manchmal bezieht sich die Parodie auf ein einziges Märchen und manchmal auf mehrere gleichzeitig. Bekannte Märchenparodien sind:
Literatur
- Roald Dahl: Konfetti
- Roald Dahl: Die Prinzessin und der Wilderer
- Iring Fetscher: Wer hat Dornröschen wachgeküsst?
- James Finn Garner: Der Froschkönig
- William Goldman: Die Brautprinzessin
- Mary M. Kaye: Die gewöhnliche Prinzessin
- Walter Moers: Ensel und Krete
- Peter Rühmkorf: Der Hüter des Misthaufens
- Hans Traxler: Die Wahrheit über Hänsel und Gretel

Filme
- Brothers Grimm von Terry Gilliam
- Shrek – Der tollkühne Held
- Die Braut des Prinzen
- 7 Zwerge – Männer allein im Wald
- 7 Zwerge – Der Wald ist nicht genug
- Die ProSieben Märchenstunde
- Die Rotkäppchen-Verschwörung

## Märchensammler
Meisterliche Märchenerzähler, die Märchen sammeln, gibt es vermutlich, seit es Märchen gibt. Sie trugen zur Entstehung, Überlieferung von Märchen und Märchensammlungen maßgeblich bei.
Zu den bekanntesten Märchensammlern gehören der Italiener Giambattista Basile (1575–1632), der Franzose Charles Perrault (1628–1703), Johann Karl August Musäus (1735–1787), Benedikte Naubert (1756–1819), die Brüder Grimm (1785–1863)/(1786–1859), Ernst Moritz Arndt (1769–1860), Ludwig Bechstein (1801–1860), der Norweger Peter Christen Asbjørnsen (1812–1871), die Tschechin Božena Němcová (1820–1862), der Russe Alexander Nikolajewitsch Afanassjew (1826–1871) sowie der Schweizer Pädagoge Otto Sutermeister (1832–1901). Eine Sammlung orientalischer Märchen enthalten die Geschichten aus Tausendundeine Nacht. Die von Friedrich von der Leyen begründete Reihe Die Märchen der Weltliteratur stellt Märchen aus aller Welt vor.

## Märchenerzähler
Zu den frühen Märchenerzählern können unter anderem die Barden gezählt werden. Sie setzen damit eine Erzählkultur fort, die bereits in einem frühen indogermanischen Sprach- und Kulturraum angelegt gewesen sein muss.
Bei den Berbern in Nordafrika gibt es die kulturell bedeutsame Erzähltradition bis heute.
Die meisten Märchenerzähler der Gegenwart sammeln alte Volksmärchen und setzen sich für deren Erhaltung und die Tradition des Erzählens ein. Bekanntheit im deutschsprachigen Raum haben insofern u. a. die Deutschen Klaus Adam, Frank Jentzsch, Frieder Kahlert, Elsa Sophia von Kamphoevener, Linde Knoch, Christian Peitz und Michaele Scherenberg, die Österreicher Karin Tscholl, Eva Jensen, Norbert Julian Kober, Michael Köhlmeier, Erwin Stammler, Folke Tegetthoff, und Helmut Wittmann und die Schweizer Jürg Steigmeier und Hasib Jaenike erlangt. Im internationalen Bereich sind Naceur Charles Aceval (Algerien), Radha Anjali (Indien), Eth Noh Tec (Japan), Margaret Read Macdonald, Heather Forest (USA), Huda al-Hilali (Irak), Jankele Ya'akobson (Israel), Saddek El Kebir (Algerien), Laura Kibel (Italien) und Antonio Sacre (Kuba) zu nennen. Im süddeutschen Raum wurde 1999 ein Bildungsträger mit dem Namen Goldmund e. V. gegründet, der Geschichtenerzähler ausbildet. Schulen für Märchenerzähler gibt es mittlerweile einige, z. B. die Märchenschule RosenRot in München oder das Märchenzentrum Dornrosen in Nürnberg oder die Mutabor Schule für Märchen und Erzählkultur in Trachselwald (Schweiz). In Deutschland wurde 1956 in Rheine die Europäische Märchengesellschaft (EMG) gegründet.
Eine Sonderform des Märchenerzählers ist der fahrende Mundwerker bzw. Bänkelsänger, ein Vertreter des „fahrenden Volkes“. Sie waren in Deutschland bis in die 1930er Jahre anzutreffen. Diese Mundwerker zogen umher und erzählten gegen Entgelt Moritaten und/oder sangen Bänkellieder. Auch Hörspiele sind eine akustische Art, Märchen weiterzugeben. Unvergessene Sprecher waren hier Hans Clarin oder Hans Paetsch.

## Festivals (Märchenerzähler, -theater)

### Deutschland
Deutschlandweit gab und gibt es immer wieder Gemeinden, die kurzfristig oder über längere Zeit Märchen-Festivals veranstalten oder veranstaltet haben. Nachfolgend einige Beispiele, die hierfür schon seit Längerem einen regelmäßigen Rhythmus einhalten:
Seit 1985 gibt es im Park von Schloss Philippsruhe in Hanau (Geburtsstadt der Brüder Grimm) die Brüder Grimm Märchenfestspiele, bei denen von Mai bis Juli mehrere Märchen aus den Kinder- und Hausmärchen der Brüder Grimm vor derzeit ca. 80 000 Besuchern pro Saison aufgeführt werden.
In Berlin finden seit 1990 alljährlich regelmäßig an 17 Tagen im November die Berliner Märchentage statt und laden zu durchschnittlich 800 Veranstaltungen an 300 Veranstaltungsorten ein.
Zum festen Repertoire der Festspiele Balver Höhle gehört ein Kindertheater, mit dem seit 1991 alljährlich die Reihe Balver Märchenwochen veranstaltet werden.
Seit 1995 finden in der Gemeinde Reichelsheim im Odenwald jährliche Märchen- und Sagentage statt, bei denen auch der Wildweibchenpreis verliehen wird.

### Kanada
Das Yukon International Storytelling Festival ist seit 1987 eine internationale Zusammenkunft von Geschichtenerzählern im kanadischen Yukon und findet jedes Jahr im Sommer in der Hauptstadt Whitehorse statt. Sein Schwerpunkt liegt auf den Erzählungen der Völker, die rund um den Nordpol leben, vor allem der First Nations, der Alaska Natives und der Eskimos, aber auch nordsibirischer Völker.

### Österreich
Von 1988 bis 2006 fand in Graz alljährlich Europas größtes Erzählkunstfestival Die lange Nacht der Märchenerzähler (grazERZÄHLT) statt. Aufgegangen ist diese Veranstaltung ab 2007 in Niederösterreich unter dem Namen fabelhaft!NIEDERÖSTERREICH und seit 2015 in das Internationale Storytelling Festival, das seither in Niederösterreich, Steiermark, Wien und Oberösterreich abgehalten wird.

## Märchenwälder
In zahlreichen Gemeinden sind Märchenwälder bzw. Märchenzoos mit oft mehreren Dioramen eingerichtet, in denen anhand kleiner Figuren meist gegen Münzeinwurf Märchen erzählt werden. Um einiges größer angelegt ist der Märchenpark Salzwedel, in dem u. a. in 35 Märchenhütten, bekannte deutsche Märchen dargestellt werden.